# 島根県立武道館
島根県立武道館（しまねけんりつぶどうかん）は、島根県松江市内中原町にある武道館。
武道の稽古場や競技場として使用されている。武道を通じてスポーツの振興を図り、県民の心身の健全な発達に寄与することを目的として建設された。

## 歴史
1970年（昭和45年）7月に開館した。設計は建築家の菊竹清訓。菊竹が隣接地に設計した島根県立図書館とは対照的に閉鎖的な外観であるとされる。
2016年（平成28年）には「竹島の日」記念式典の会場として使用された。2021年（令和3年）6月24日、国の登録有形文化財に登録された。

## 施設
- 道場 - 876m²。512畳。第一道場（柔道場）、第二道場（剣道場））柔道・剣道公式試合場として4面利用可能[1]
- トレーニング場（321m²）
- 会議室
- 相撲場（土俵）
- 弓道場

## 交通アクセス
- 一畑電鉄松江しんじ湖温泉駅から徒歩約12分
- JR山陰本線松江駅から徒歩約25分